# Acrobàtids
Els acrobàtids (Acrobatidae) són una petita família de marsupials planadors que conté dos gèneres, cadascun amb una única espècie: el pòssum pigmeu acròbata (Acrobates pygmaeus) d'Austràlia i el pòssum pigmeu de cua de ploma (Distoechurus pennatus) de Nova Guinea.